# Lisdoonvarna
Lisdoonvarna (en irlandés, Lios Dúin Bhearna) es una ciudad balneario de 822 personas (censo de 2002) en el condado de Clare en la República de Irlanda. Famosa por su música y sus festivales.
La ciudad toma su nombre del irlandés Lios Dúin Bhearna significando "lios dúin", o fuerte encerrado, de la laguna ("bhearna"). Se cree que el fuerte al que se refiere el nombre es un fuerte de tierra verde de Lissateeaun (fuerte de la bella colina), que queda a 3 km al noreste de la ciudad, cerca de los restos de un castillo de la época normanda.
La actual ciudad es comparativamente nueva, a tenor de los estándares irlandeses, datando principalmente de comienzos del siglo XIX.

## El festival para buscar pareja de Lisdoonvarna
En septiembre de cada año tiene lugar uno de los acontecimientos casamenteros más grandes de Europa, atrayendo a 40.000 personas. Dura un mes y es una importante atracción turística. El actual casamentero es Willie Daly, un casamentero de cuarta generación. 
Dicho festival ha alcanzado una fama considerable, pues se trata del más importante de Europa para buscar pareja. Año tras año, miles de solteros y solteras de todo el mundo visitan Lisdoonvarna en busca del amor. El festival goza de gran popularidad entre las solteras estadounidenses y la proporción de viudos/as y divorciados/as que visita el festival aumenta cada año.
El origen del festival se remonta a una tradición de hace 150 años. En la época, se hacían coincidir las fechas de dicha fiesta con los días de mercado, cuando la ciudad se llenaba de granjeros de todas las partes del país, solteros y en edad de casarse.

## El festival de música de Lisdoonvarna
De 1978 a 1983, la ciudad de Lisdoonvarna también acogió un festival musical en varias ocasiones en el que se reunían las estrellas del folk irlandés. Trató de recuperarse la tradición de este festival en 2003, pero -a pesar de mantener el nombre de Lisdoonvarna Festival- esta vez se celebró en Dublín. Christy Moore entonó la canción "Lisdoonvarna" en memoria del antiguo festival. 